# 比利亚迭戈
比利亚迭戈，是西班牙卡斯蒂利亚-莱昂布尔戈斯省的一个市镇。总面积328平方公里，总人口1924人（2001年），人口密度6人/平方公里。